# Cynodesmus
Cynodesmus is een geslacht van uitgestorven omnivore hondachtige zoogdieren, dat voorkwam van het Laat-Oligoceen tot het Vroeg-Mioceen (33,3 - 26,3 miljoen jaar geleden) in wat nu Noord-Amerika is en bestonden ongeveer zeven miljoen jaar.

## Beschrijving
Cynodesmus was een van de eerste hondachtigen die er echt uitzag als een hond. Met een lengte van ongeveer een meter was hij ongeveer even groot als een moderne coyote, maar had hij een kortere schedel, een zwaardere staart en een langer achterlijf. De vorm van zijn ledematen suggereert dat Cynodesmus geen erg goede hardloper was in vergelijking met de meeste andere hondachtigen; het viel waarschijnlijk een prooi aan vanuit een hinderlaag. In tegenstelling tot de huidige honden had het vijf tenen aan elke voet, met gedeeltelijk intrekbare klauwen.

## Taxonomie
Cynodesmus omvatte ooit talrijke soorten hondachtigen uit het Oligoceen en Mioceen met buitengewoon carnivore (hypercarnivore) gebitten. Een herziening van het geslacht door Wang (1994) geeft aan dat de meeste soorten die eerder in Cynodesmus zijn geplaatst, niet verwant zijn aan de typesoort Cynodesmus thooides. Deze andere soorten zijn ondergebracht in de geslachten Carpocyon, Desmocyon, Leptocyon, Metatomarctus, Osbornodon, Otarocyon, Paracynarctus, Paratomarctus en Phlaocyon (Wang, 1994; Wang et al., 1999). Hiervan behoort alleen Osbornodon tot dezelfde onderfamilie als Cynodesmus, Hesperocyoninae. De overige geslachten worden geplaatst in de onderfamilies Borophaginae en Caninae.
Nu niet-verwante soorten zijn verwijderd, is Cynodesmus momenteel beperkt tot de typesoort en de nauw verwante Cynodesmus martini (Wang, 1994).
Studies die de oude opvatting van Cynodesmus gebruikten, beschouwden het als de voorouder van Tomarctus (16-23 miljoen jaar) waaruit zich wolven, honden, vossen en fenneks ontwikkelden. Cynodesmus is een goed voorbeeld van convergente evolutie vanwege andere geslachten als Borophagus, de grootste en meest dominante hondachtigen van het Plioceen, die er beide uit voortkwamen.

## Vondsten
Resten van dit dier werden gevonden in Nebraska.